# Dalbergia brachystachya
Dalbergia brachystachya är en ärtväxtart som beskrevs av Jean Marie Bosser och Raymond Rabevohitra. Dalbergia brachystachya ingår i släktet Dalbergia, och familjen ärtväxter. IUCN kategoriserar arten globalt som starkt hotad. Inga underarter finns listade i Catalogue of Life.